# Dialog Axiata
Dialog Axiata PLC (szingalézul: ඩයලොග් ආසියාටා පීඑල්සී, tamilul: :டயலொக் ஆசியாடா பிஎல்சி) Sri Lanka egyik legjelentősebb telekommunikációs vállalata, amelynek 11,8 millió előfizetője van és az ország mobilpiacának 50%-át lefedi.
A vállalatot 2005-ben vezették be a Colomboi Értéktőzsdére. 2017 februárjában piaci kapitalizációja 86,3 millió Srí Lanka-i rúpia volt (körülbelül 573 millió dollár).